# Heimo Pfeifenberger
Heimo Pfeifenberger (* 29. Dezember 1966 in Zederhaus) ist ein ehemaliger österreichischer Fußballspieler und heutiger -trainer.

## Spielerkarriere

### Verein
Pfeifenberger begann seine Karriere in der Jugend des USV Zederhaus. 1987 machte er mit 56 Saisontreffern für den Unterhaus-Klub auf sich aufmerksam und so holte ihn der damalige SV Austria Salzburg Trainer Hannes Winklbauer in die Landeshauptstadt. Nachdem er in seiner ersten Saison als Profi mit den Salzburgern den Aufstieg in die 1. Division schaffte, wechselte er zu SK Rapid Wien. Mit den Wienern erreichte er 1990 (gegen FK Austria Wien) & 1991 (gegen SV Stockerau) das ÖFB-Cup-Finale, unterlag aber beide Male den gegnerischen Teams. 1992 kehrte er nach Salzburg zurück und erlebte seine erfolgreichste Zeit als Fußballer. Er wurde zweimal österreichischer Meister und Supercupsieger in den Jahren 1994 und 1995. Dazu erreichte er das UEFA-Cup-Finale 1994 gegen Inter Mailand sowie die Gruppenphase der UEFA Champions League 1995. Weiters wurde er 1994 gemeinsam mit Nikola Jurčević Torschützenkönig der österreichischen Bundesliga.
Nach diesem sportlichen Höhenflug wechselte er 1996 an die Weser zu Werder Bremen. Pfeifenberger spielte zwei Jahre in Deutschland, ehe er 1998 nach der WM in Frankreich nach Österreich zurückkehrte. Er hängte noch sechs Jahre bei Salzburg an, ehe er seine Karriere beendete. In diesen Jahren waren das ÖFB-Cup-Finale 2000, ein 3. Platz in der Bundesliga und die Teilnahme am UEFA-Cup (Spiele gegen Udinese Calcio und die AC Parma) die größten Erfolge.
In der Frühjahrssaison 2007 spielte er kurzzeitig für den SV Seekirchen 1945 in der Regionalliga West und wechselte sich als Trainer beim SV Grödig im Herbst 2007 auch selbst zweimal ein.

### Nationalmannschaft
Für die österreichische Fußballnationalmannschaft debütierte er am 23. August 1989 im Weltmeisterschafts-Qualifikationsspiel gegen Island. Dabei konnte er beim 2:1-Sieg im Stadion Lehen in Salzburg gleich sein erstes Tor zum 1:0 für Österreich erzielen. Er nahm an den Fußball-Weltmeisterschaften 1990 in Italien und 1998 in Frankreich teil. Während er in Italien nicht zum Einsatz kam, durfte er in Frankreich alle drei Gruppenspiele gegen Kamerun, Chile und Italien absolvieren. Sein letztes Spiel für Österreich bestritt er am 19. August 1998 im Wiener Ernst-Happel-Stadion gegen den amtierenden Fußball-Weltmeister Frankreich.

### Statistik
- Nationalmannschaft
  - 40 Länderspiele für Österreich
  - 9 Tore
  - 2 WM-Teilnahmen (1990 & 1998)
- Ligaspiele
  - 243 für Austria Salzburg
  - 117 für Rapid Wien
  - 43 für Werder Bremen
- Ligatore
  - 86 für Austria Salzburg
  - 42 für Rapid Wien
  - 5 für Werder Bremen

### Erfolge
- National:
  - 2× Österreichischer Meister mit Austria Salzburg: (1993/94, 1994/95)
  - 3× Supercup-Sieger mit Austria Salzburg: 1994, 1995 und mit SK Rapid Wien: 1988
  - 3× ÖFB-Cup-Finalist mit Austria Salzburg: 2000 und mit SK Rapid Wien: 1990, 1991
  - 1× Torschützenkönig (Bundesliga Österreich): 1993/94 (14 Tore wie auch Vereinskollege Nikola Jurčević)
  - 1× Fußballer des Jahres in Österreich 1994
  - Elfter in der ewigen Bundesliga-Torschützenliste mit 117 Toren (Stand Jan. 2011)
- International:
  - 2× Teilnahmen an Fußball-Weltmeisterschaften: Italien 1990, Frankreich 1998
  - 1× UEFA-Cup-Finale mit Austria Salzburg: 1994 gegen Inter Mailand (0:1,0:1)
  - 1× Champions-League-Teilnahme mit Austria Salzburg: 1994/95

## Trainerkarriere

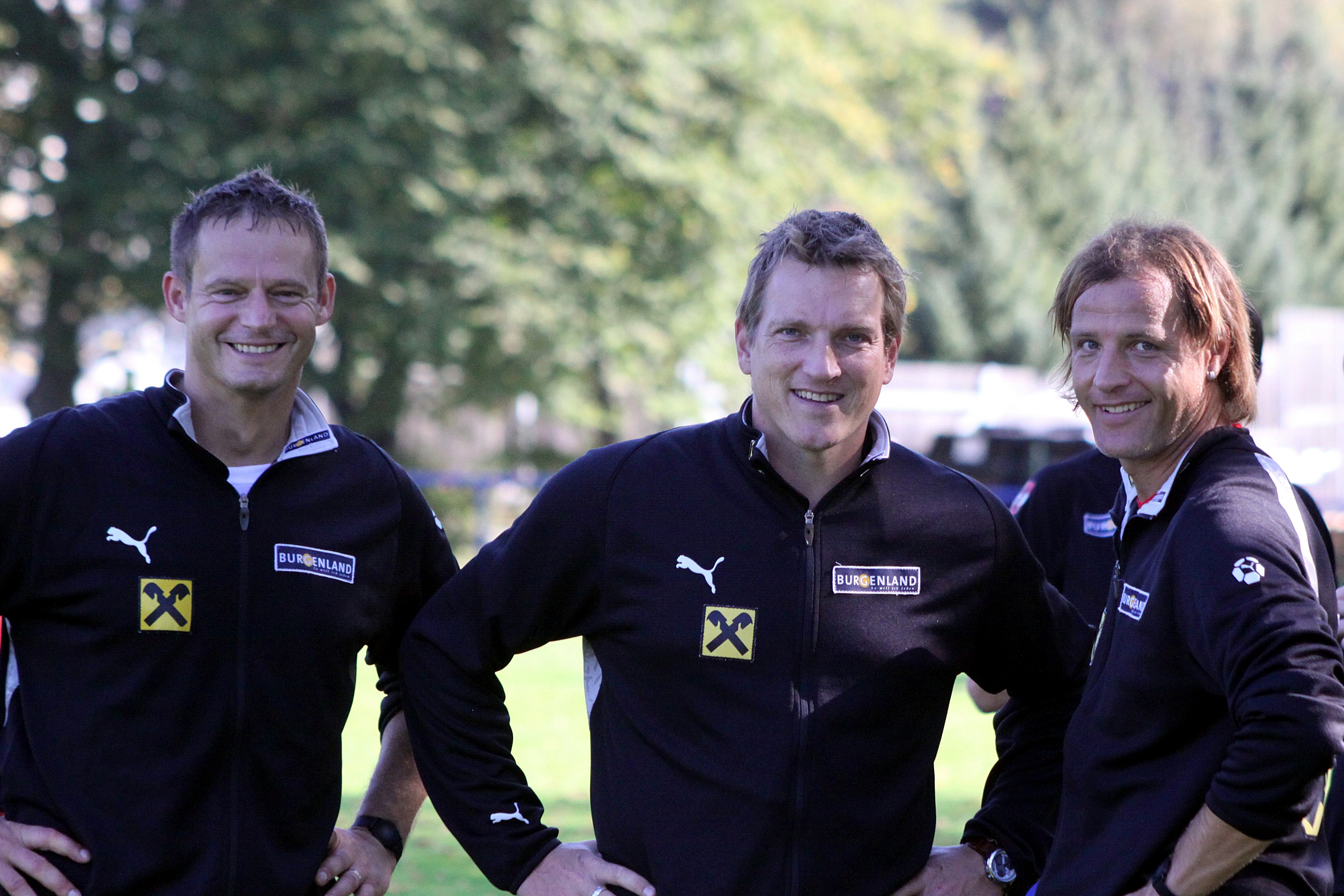
Trainerstab der U-21-Nationalmannschaft Otto Konrad, Andreas Herzog und Heimo Pfeifenberger (2009)

Nach seinem Karriereende legte Pfeifenberger ein Jahr Pause ein und war danach von 2005 bis 2007 als Jugendkoordinator bei FC Red Bull Salzburg tätig. Für die Saison 2007/08 wurde er als Trainer des SV Grödig bestellt. Mit den Grödigern schaffte er auf Anhieb den Aufstieg in die Erste Liga, wurde aber in der Folgesaison nach mäßigen Erfolgen von Miroslav Bojčeski ersetzt. Andreas Herzog holte ihn gemeinsam mit Otto Konrad zur österreichischen U-21 Nationalmannschaft von Österreich, wo er als Co-Trainer fungierte. Anfang 2010 übernahm er für kurze Zeit das Traineramt bei SPG Axams/Götzens, ehe er wieder als Trainer zum SV Grödig wechselte, mit dem er wieder in die Erste Liga aufstieg. Im Dezember 2010 konnte er Otto Konrad als Torwarttrainer zu den Grödigern lotsen. Pfeifenberger verließ den SV Grödig im Frühjahr 2012 nach Unstimmigkeiten mit der Vereinsführung und trat am 30. Mai 2012 die Nachfolge von Peter Stöger als Trainer des Bundesligisten SC Wiener Neustadt an. Am 12. November 2014 wurde der Trainervertrag einvernehmlich aufgelöst.
Am 25. November 2015, nach über einem Jahr Pause, wurde er als neuer Trainer des Kärntner Bundesligisten Wolfsberger AC präsentiert. Im März 2018 wurde Pfeifenberger beurlaubt. Der WAC lag zu jenem Zeitpunkt auf dem neunten Tabellenrang.
Im März 2019 fungierte er kurzzeitig als Co-Trainer von Hermann Stadler bei der österreichischen U-20-Mannschaft. Im Jänner 2020 wurde er Trainer in Litauen bei Sūduva Marijampolė. Im April 2020 wurde er nach nur zwei Spielen als Trainer entlassen.
Im Mai 2020 wurde er wieder Trainer des Regionalligisten SV Grödig.
Im Oktober 2024 gab Pfeifenberger ein Comeback als Trainer in der Salzburger Liga. Der FC Puch trennte sich nach einer bis dato enttäuschenden Saison von seinem bisherigen Cheftrainer Mersudin Jukić und gab bald darauf die Verpflichtung Pfeifenbergers, vorerst für die restlichen Spiele der Hinrunde, bekannt.

### Erfolge
- 2× Meister Regionalliga West (Aufstieg in die Erste Liga) mit SV Grödig: 2007/08, 2009/10